# Dzikówko
Dzikówko [d͡ʑiˈkufkɔ] (tiếng Đức: Neu Dieckow) là một ngôi làng thuộc khu hành chính của Gmina Barlinek, thuộc quận Myślibórz, West Pomeranian Voivodeship, ở phía tây bắc Ba Lan.